# Bolmandoddi, Raichur
Bolmandoddi là một làng thuộc tehsil Raichur, huyện Raichur, bang Karnataka, Ấn Độ.